# 三枝夕夏 IN d-best 〜Smile&Tears〜
『三枝夕夏 IN d-best 〜Smile&Tears〜』（さえぐさゆうか・イン・デシベスト・スマイル・アンド・ティアーズ）は、三枝夕夏 IN dbの1枚目のベスト・アルバム。

## 内容
- 三枝夕夏 IN dbのデビュー5周年を記念してリリースされた初のベストアルバム。デビューシングル「Whenever I think of you」から、最新シングル「雲に乗って」までの18曲のシングル曲すべてが収録されている他、アルバム曲・カップリング曲の人気楽曲、パンキッシュな新曲「Smile&Tears」、愛内里菜&三枝夕夏としてリリースした「七つの海を渡る風のように」の三枝夕夏ソロバージョンも収録された。2枚組にして28曲であり、14曲ずつ収録されている。
- Disc 1が「Smile盤」・Disc 2が「Tears盤」となっており、「Smile盤」にはライブで盛り上がるタイプの楽曲（本人達曰く｢CHU☆TRUE LOVE｣や｢Everybody Jump｣など）を、「Tears盤」にはバラード、もしくは切ないタイプの楽曲（本人達曰く｢飛び立てない私にあなたが翼をくれた｣や｢Tears Go By｣など）をそれぞれメインに選曲されている。三枝曰く、自分たちを象徴する「元気なイメージ」と「切ないイメージ」の二面性を表すために、このように分けたとのこと。
- 2種類の初回盤と通常盤の合わせて3種類がリリースされ、初回限定盤Aには約80分・18曲のライブ映像が収録されている「SPECIAL d-best MOVIE」のDVDが、初回限定盤BにはA4サイズ・オールカラー・全40Pの写真集がそれぞれ初回特典として付いてくる。収録曲はいずれも共通。初回盤Aの方が人気があり、初回盤Bよりも早く在庫切れになった。そのため、公式サイトのファンレター投稿コーナーに｢初回版Aの入手方法が知りたい｣という質問が届いた。
- 18thシングル「雲に乗って」に封入されていたハガキによって、ベストアルバム収録曲の参考にするための人気投票（発表はランキング形式）が行われた。詳細はブログで1位から5位まで発表され、1位は「君と約束した優しいあの場所まで」で、このアルバムでDisc 1の1曲目に収録された。また、Disc 2の1曲目である｢Graduation｣は人気投票で2位を獲得し、各盤共に収録される曲の中、最も人気がある曲を1曲目に収録されたこととなった。
- 人気投票の上位5位こそは発表されたものの、どの曲に何票入っていたかは、明かされていない。また、4位・5位は数曲ランクインしていた。
- このアルバムは、オリコンウィークリーアルバムランキングにて、シングル・アルバムを通じて自己最高位となる初登場5位を獲得した。売り上げ枚数も自己最高を記録している。また、オリコンデイリーランキングでは、初登場2位にランクインした。
- ちなみに、発売日の6月6日はメンバーの岩井勇一郎の誕生日でもある。

## 収録曲
| #         | タイトル                           | 作詞               | 作曲       | 編曲      | 時間  |
| --------- | ---------------------------------- | ------------------ | ---------- | --------- | ----- |
| 1.        | 「君と約束した優しいあの場所まで」 | 三枝夕夏           | 小澤正澄   | 小澤正澄  | 4:54  |
| 2.        | 「CHU☆TRUE LOVE」                  | 三枝夕夏           | 大野愛果   | 徳永暁人  | 3:50  |
| 3.        | 「君のハートに胸キュン②」          | 三枝夕夏           | 岩井勇一郎 | 後藤康二  | 4:14  |
| 4.        | 「ココロが止まらない」             | 三枝夕夏           | 大野愛果   | 徳永暁人  | 3:54  |
| 5.        | 「眠る君の横顔に微笑みを」         | 三枝夕夏           | 大野愛果   | 小澤正澄  | 4:24  |
| 6.        | 「笑顔でいようよ」                 | 三枝夕夏           | 大野愛果   | 小澤正澄  | 3:41  |
| 7.        | 「へこんだ気持ち 溶かすキミ」      | 三枝夕夏           | 大野愛果   | 小澤正澄  | 3:17  |
| 8.        | 「君の愛に包まれて痛い」           | 三枝夕夏           | 水野幹子   | 古井弘人  | 3:18  |
| 9.        | 「Fall in Love」                   | 三枝夕夏           | 三枝夕夏   | 古井弘人  | 2:54  |
| 10.       | 「太陽」                           | 三枝夕夏           | 三枝夕夏   | 小林哲    | 4:52  |
| 11.       | 「Everybody Jump」                 | 三枝夕夏           | 岩井勇一郎 | 古井弘人  | 3:35  |
| 12.       | 「愛のワナ」                       | 三枝夕夏、水野幹子 | 水野幹子   | 古井弘人  | 3:11  |
| 13.       | 「Hand to Hand」                   | 三枝夕夏、尾崎春美 | 大野愛果   | 小澤正澄  | 5:05  |
| 14.       | 「Smile&Tears」                    | 三枝夕夏           | 水野幹子   | 麻井寛史  | 3:21  |
| 合計時間: | 合計時間:                          | 合計時間:          | 合計時間:  | 合計時間: | 54:30 |

| 全作詞: 三枝夕夏（#12、作詞: 愛内里菜&三枝夕夏）。 |                                                    |                                           |            |            |      |
| #                                                  | タイトル                                           | 作詞                                      | 作曲       | 編曲       | 時間 |
| 1.                                                 | 「Graduation」                                     | 三枝夕夏（#12、作詞: 愛内里菜&三枝夕夏 ） | 中村由利   | 徳永暁人   | 4:24 |
| 2.                                                 | 「雲に乗って」                                     | 三枝夕夏（#12、作詞: 愛内里菜&三枝夕夏 ） | 三枝夕夏   | 葉山たけし | 4:03 |
| 3.                                                 | 「飛び立てない私にあなたが翼をくれた」             | 三枝夕夏（#12、作詞: 愛内里菜&三枝夕夏 ） | 大野愛果   | 小澤正澄   | 3:14 |
| 4.                                                 | 「ジューンブライド 〜あなたしか見えない〜」        | 三枝夕夏（#12、作詞: 愛内里菜&三枝夕夏 ） | 徳永暁人   | 徳永暁人   | 5:09 |
| 5.                                                 | 「Whenever I think of you」                        | 三枝夕夏（#12、作詞: 愛内里菜&三枝夕夏 ） | 徳永暁人   | 徳永暁人   | 5:00 |
| 6.                                                 | 「It's for you」                                   | 三枝夕夏（#12、作詞: 愛内里菜&三枝夕夏 ） | 川島だりあ | 池田大介   | 4:45 |
| 7.                                                 | 「Shocking Blue」                                  | 三枝夕夏（#12、作詞: 愛内里菜&三枝夕夏 ） | 大野愛果   | 小澤正澄   | 4:06 |
| 8.                                                 | 「I can't see, I can't feel」                      | 三枝夕夏（#12、作詞: 愛内里菜&三枝夕夏 ） | 小澤正澄   | 小澤正澄   | 4:39 |
| 9.                                                 | 「いつも心に太陽を」                               | 三枝夕夏（#12、作詞: 愛内里菜&三枝夕夏 ） | 小澤正澄   | 小澤正澄   | 3:20 |
| 10.                                                | 「Because I love you, good bye- street」           | 三枝夕夏（#12、作詞: 愛内里菜&三枝夕夏 ） | 徳永暁人   | 大賀好修   | 4:42 |
| 11.                                                | 「ひらり 夢一夜」                                  | 三枝夕夏（#12、作詞: 愛内里菜&三枝夕夏 ） | 川島だりあ | 池田大介   | 4:57 |
| 12.                                                | 「七つの海を渡る風のように (U-ka's solo version)」 | 三枝夕夏（#12、作詞: 愛内里菜&三枝夕夏 ） | 大野愛果   | 葉山たけし | 3:55 |
| 13.                                                | 「Tears Go By」                                    | 三枝夕夏（#12、作詞: 愛内里菜&三枝夕夏 ） | 大野愛果   | 徳永暁人   | 3:52 |
| 14.                                                | 「もう自分が自分に嘘をつかないように」             | 三枝夕夏（#12、作詞: 愛内里菜&三枝夕夏 ） | 三枝夕夏   | 小澤正澄   | 3:52 |
| 合計時間:                                          | 合計時間:                                          | 合計時間:                                 | 合計時間:  | 59:58      |      |

| #   | タイトル                                    | 作詞 | 作曲・編曲 |
| --- | ------------------------------------------- | ---- | ---------- |
| 1.  | 「君の愛に包まれて痛い」                    |      |            |
| 2.  | 「Shocking Blue」                           |      |            |
| 3.  | 「君と約束した優しいあの場所まで」          |      |            |
| 4.  | 「飛び立てない私にあなたが翼をくれた」      |      |            |
| 5.  | 「いつも心に太陽を」                        |      |            |
| 6.  | 「へこんだ気持ち 溶かすキミ」               |      |            |
| 7.  | 「愛のワナ」                                |      |            |
| 8.  | 「ジューンブライド 〜あなたしか見えない〜」 |      |            |
| 9.  | 「Everybody Jump」                          |      |            |
| 10. | 「YOU REALLY GOT ME」                       |      |            |
| 11. | 「太陽」                                    |      |            |
| 12. | 「CHU☆TRUE LOVE」                           |      |            |
| 13. | 「Fall in Love」                            |      |            |
| 14. | 「Honey」                                   |      |            |
| 15. | 「笑顔でいようよ」                          |      |            |
| 16. | 「I can't see, I can't feel」               |      |            |
| 17. | 「もう自分が自分に嘘をつかないように」      |      |            |
| 18. | 「Hand to Hand」                            |      |            |

## 楽曲解説

### Disc 1「Smile盤」
1. 君と約束した優しいあの場所まで
6thシングル。
2. CHU☆TRUE LOVE
4thシングル。
3. 君のハートに胸キュン②
8thシングル「へこんだ気持ち 溶かすキミ」のカップリング曲。
4. ココロが止まらない
2ndアルバム『U-ka saegusa IN db II』収録曲。
5. 眠る君の横顔に微笑みを
7thシングル。
6. 笑顔でいようよ
9thシングル。
7. へこんだ気持ち 溶かすキミ
8thシングル。
8. 君の愛に包まれて痛い
13thシングル。
9. Fall in Love
15thシングル。
10. 太陽
17thシングル。アルバム初収録。
11. Everybody Jump
16thシングル。
12. 愛のワナ
14thシングル。
13. Hand to Hand
2ndアルバム『U-ka saegusa IN db II』収録曲。
14. Smile&Tears
新曲。

### Disc 2「Tears盤」
1. Secret&Lies|Graduation
ミニアルバム『Secret&Lies』収録曲。
2. 雲に乗って
18thシングル。アルバム初収録。
3. 飛び立てない私にあなたが翼をくれた
11thシングル。
4. ジューンブライド 〜あなたしか見えない〜
12thシングル。
5. Whenever I think of you
1stシングル。
6. It's for you
2ndシングル。
7. Shocking Blue
1stアルバム『三枝夕夏 IN db 1st 〜君と約束した優しいあの場所まで〜』収録曲。
8. I can't see, I can't feel
5thシングル。
9. いつも心に太陽を
10thシングル。
10. Because I love you, good bye- street
1stアルバム『三枝夕夏 IN db 1st 〜君と約束した優しいあの場所まで〜』収録曲。
11. ひらり 夢一夜
1stアルバム『三枝夕夏 IN db 1st 〜君と約束した優しいあの場所まで〜』収録曲。
12. 七つの海を渡る風のように (U-ka's solo version)
愛内里菜&三枝夕夏としてリリースしたシングルの三枝夕夏ソロバージョン。
13. Tears Go By
3rdシングル。
14. もう自分が自分に嘘をつかないように
14thシングル「愛のワナ」のカップリング曲。

## レコーディング参加
- 小澤正澄 - シンセサイザー、ギター
- 綿貫正顕 - ギター
- 徳永暁人（doa） - プログラミング、コーラス
- 大田紳一郎（doa） - コーラス
- 宇徳敬子 - コーラス
- 岡崎雪 - コーラス
- 大野愛果 - コーラス